# Cafeteros de Yauco 2022
Questa voce raccoglie le informazioni riguardanti i Cafeteros de Yauco nelle competizioni ufficiali della stagione 2022.

## Stagione
I Cafeteros de Yauco partecipano al loro quarantaseiesimo campionato di Liga de Voleibol Superior Masculino: si classificano al quinto posto in regular season, classificandosi ai play-off scudetto, dove vengono eliminati in semifinale dai Changos de Naranjito.

## Organigramma societario
Area direttiva
- Presidente: Jorge Báez

Area tecnica
- Primo allenatore: Abel Franceschi

## Rosa
| N° | Nome              | Ruolo | Data di nascita   | Nazionalità sportiva |
| -- | ----------------- | ----- | ----------------- | -------------------- |
| 1  | Erick Ramos       | S     | 16 marzo 1996     | Porto Rico           |
| 2  | Sebastián Rivera  | C     | -                 | Porto Rico           |
| 3  | Gabriel Quiñones  | P     | 20 ottobre 1994   | Porto Rico           |
| 7  | Carlos Negrón     | C     | 7 luglio 2000     | Porto Rico           |
| 8  | Luis Ruiz         | P     | 17 maggio 1993    | Porto Rico           |
| 9  | Jessie Colón      | C     | 20 settembre 1984 | Porto Rico           |
| 10 | José Quiñones     | C     | 2 febbraio 1994   | Porto Rico           |
| 11 | Eddie Rivera      | S     | 16 giugno 1992    | Porto Rico           |
| 12 | Christian Burgos  | O     | 24 marzo 1996     | Porto Rico           |
| 13 | Jovanny Torres    | S     | 8 giugno 1999     | Porto Rico           |
| 14 | Sebastián Negrón  | O     | 15 febbraio 2001  | Porto Rico           |
| 15 | Darryel Maldonado | L     | 27 settembre 1999 | Porto Rico           |
| 18 | Ricardo Massanet  | L     | 11 gennaio 1998   | Porto Rico           |

## Mercato
| Acquisti | Acquisti          | Acquisti           | Acquisti   |
| R.       | Nome              | da                 | Modalità   |
| -------- | ----------------- | ------------------ | ---------- |
| P        | Gabriel Quiñones  | Texas Tyrants      | definitivo |
| C        | Carlos Negrón     | LA Blaze           | definitivo |
| C        | José Quiñones     | -                  | definitivo |
| S        | Eddie Rivera      | Indios de Mayagüez | definitivo |
| L        | Darryel Maldonado | Patriotas de Lares | definitivo |
| L        | Ricardo Massanet  | LA Blaze           | definitivo |
| O        | Christian Burgos  | -                  | definitivo |
| C        | Jessie Colón      | Indios de Mayagüez | definitivo |

| Cessioni | Cessioni            | Cessioni         | Cessioni   |
| R.       | Nome                | a                | Modalità   |
| -------- | ------------------- | ---------------- | ---------- |
| L        | Juan Rosa           | Colorado Kraken  | definitivo |
| S        | Jordan Barreto      | -                | ritirato   |
| C        | Ismeri Rosa         | -                | ritirato   |
| P        | Carlos Faccio       | Mets de Guaynabo | definitivo |
| S        | Pedro Molina        | Milōn            | definitivo |
| S        | Christopher Berríos | -                | ritirato   |
| L        | Ricardo Massanet    | LA Blaze         | definitivo |
| P        | Óscar Fiorentino    | -                | ritirato   |
| C        | Leemanuel Lamboy    | -                | ritirato   |
| C        | Carlos Negrón       | LA Blaze         | definitivo |

## Risultati

### LVSM

#### Regular season
| 1ª giornata - 15 settembre 2022 Coliseo Raúl "Pipote" Oliveras, Yauco      | Cafeteros de Yauco       | 3 - 2 | Indios de Mayagüez       | 27-29, 25-27, 25-14, 25-19, 15-12 |
| 2ª giornata - 30 settembre 2022 Coliseo Luis Aymat Cardona, San Sebastián  | Caribes de San Sebastián | 3 - 1 | Cafeteros de Yauco       | 25-23, 25-19, 18-25, 25-15        |
| 3ª giornata - 2 ottobre 2022 Coliseo Gelito Ortega, Naranjito              | Changos de Naranjito     | 3 - 1 | Cafeteros de Yauco       | 25-21, 31-29, 12-25, 25-18        |
| 4ª giornata - 5 ottobre 2022 Coliseo Raúl "Pipote" Oliveras, Yauco         | Cafeteros de Yauco       | 3 - 2 | Mets de Guaynabo         | 23-25, 20-25, 25-18, 25-20, 15-13 |
| 5ª giornata - 7 ottobre 2022 Coliseo Guillermo Angulo, Carolina            | Gigantes de Carolina     | 2 - 3 | Cafeteros de Yauco       | 21-25, 25-19, 23-25, 25-18, 11-15 |
| 6ª giornata - 8 ottobre 2022 Coliseo Raúl "Pipote" Oliveras, Yauco         | Cafeteros de Yauco       | 2 - 3 | Plataneros de Corozal    | 25-21, 20-25, 23-25, 25-23, 11-15 |
| 7ª giornata - 14 ottobre 2022 Coliseo Guillermo Angulo, Carolina           | Gigantes de Carolina     | 3 - 0 | Cafeteros de Yauco       | 25-22, 25-19, 29-27               |
| 8ª giornata - 16 ottobre 2022 Coliseo Raúl "Pipote" Oliveras, Yauco        | Indios de Mayagüez       | 3 - 2 | Cafeteros de Yauco       | 25-15, 23-25, 25-20, 22-25, 15-11 |
| 9ª giornata - 18 ottobre 2022 Coliseo Mario Morales, Guaynabo              | Mets de Guaynabo         | 2 - 3 | Cafeteros de Yauco       | 25-13, 25-21 18-25, 22-25, 13-15  |
| 10ª giornata - 21 ottobre 2022 Coliseo Carmen Zoraida Figueroa, Corozal    | Plataneros de Corozal    | 0 - 3 | Cafeteros de Yauco       | 19-25, 22-25, 22-25               |
| 11ª giornata - 22 ottobre 2022 Coliseo Raúl "Pipote" Oliveras, Yauco       | Cafeteros de Yauco       | 0 - 3 | Mets de Guaynabo         | 19-25, 21-25, 17-25               |
| 12ª giornata - 25 ottobre 2022 Coliseo Raúl "Pipote" Oliveras, Yauco       | Cafeteros de Yauco       | 3 - 2 | Gigantes de Carolina     | 18-25, 17-25, 25-18, 30-28, 15-11 |
| 13ª giornata - 28 ottobre 2022 Coliseo Luis Aymat Cardona, San Sebastián   | Caribes de San Sebastián | 0 - 3 | Cafeteros de Yauco       | 22-25, 21-25, 20-25               |
| 14ª giornata - 30 ottobre 2022 Coliseo Raúl "Pipote" Oliveras, Yauco       | Cafeteros de Yauco       | 2 - 3 | Changos de Naranjito     | 25-18, 16-25, 19-25, 25-22, 12-15 |
| 15ª giornata - 2 novembre 2022 Coliseo Raúl "Pipote" Oliveras, Yauco       | Cafeteros de Yauco       | 3 - 1 | Plataneros de Corozal    | 21-25, 25-22, 25-18, 25-19        |
| 16ª giornata - 9 novembre 2022 Coliseo Raúl "Pipote" Oliveras, Yauco       | Cafeteros de Yauco       | 3 - 0 | Caribes de San Sebastián | 25-0, 25-0, 25-0                  |
| 17ª giornata - 11 novembre 2022 Coliseo Raúl "Pipote" Oliveras, Yauco      | Cafeteros de Yauco       | 3 - 1 | Changos de Naranjito     | 27-25, 25-21, 23-25, 25-20        |
| 18ª giornata - 13 novembre 2022 Palacio de Recreation y Deportes, Mayagüez | Indios de Mayagüez       | 3 - 0 | Cafeteros de Yauco       | 25-20, 25-13, 25-21               |

#### Play-off
| Quarti di finale (gara 1) - 18 novembre 2022 Coliseo Mario Morales, Guaynabo       | Mets de Guaynabo     | 3 - 1 | Cafeteros de Yauco   | 25-23, 20-25, 25-19, 25-17        |
| Quarti di finale (gara 2) - 20 novembre 2022 Coliseo Guillermo Angulo, Carolina    | Gigantes de Carolina | 2 - 3 | Cafeteros de Yauco   | 25-20, 15-25, 25-23, 25-21, 11-15 |
| Quarti di finale (gara 4) - 25 novembre 2022 Coliseo Raúl "Pipote" Oliveras, Yauco | Cafeteros de Yauco   | 3 - 2 | Gigantes de Carolina | 25-20, 22-25, 21-25, 25-17, 15-10 |
| Quarti di finale (gara 5) - 27 novembre 2022 Coliseo Raúl "Pipote" Oliveras, Yauco | Cafeteros de Yauco   | 1 - 3 | Mets de Guaynabo     | 23-25, 25-16, 21-25, 14-25        |
| Semifinali (gara 1) - 2 dicembre 2022 Coliseo Gelito Ortega, Naranjito             | Changos de Naranjito | 3 - 2 | Cafeteros de Yauco   | 27-29, 25-23, 21-25, 25-21, 15-12 |
| Semifinali (gara 2) - 5 dicembre 2022 Coliseo Raúl "Pipote" Oliveras, Yauco        | Cafeteros de Yauco   | 3 - 1 | Changos de Naranjito | 21-25, 27-25, 25-21, 26-24        |
| Semifinali (gara 3) - 7 dicembre 2022 Coliseo Gelito Ortega, Naranjito             | Changos de Naranjito | 3 - 0 | Cafeteros de Yauco   | 25-15, 25-18, 25-20               |
| Semifinali (gara 4) - 9 dicembre 2022 Coliseo Raúl "Pipote" Oliveras, Yauco        | Cafeteros de Yauco   | 0 - 3 | Changos de Naranjito | 13-25, 17-25, 18-25               |
| Semifinali (gara 5) - 11 dicembre 2022 Coliseo Gelito Ortega, Naranjito            | Changos de Naranjito | 3 - 1 | Cafeteros de Yauco   | 25-15, 25-22, 22-25, 25-22        |

## Statistiche

### Statistiche di squadra
| Competizione | Punti | In casa | In casa | In casa | In trasferta | In trasferta | In trasferta | Totale | Totale | Totale |
| Competizione | Punti | G       | V       | P       | G            | V            | P            | G      | V      | P      |
| ------------ | ----- | ------- | ------- | ------- | ------------ | ------------ | ------------ | ------ | ------ | ------ |
| LVSM         | 25    | 13      | 8       | 5       | 14           | 5            | 9            | 27     | 13     | 14     |
| Totale       | -     | 13      | 8       | 5       | 14           | 5            | 9            | 27     | 13     | 14     |

G = partite giocate; V = partite vinte; P = partite perse

### Statistiche dei giocatori
Dati non disponibili.